# سكوت ليتل
سكوت ليتل (بالإنجليزية: Scott Little)‏ هو لاعب كرة قاعدة الولايات المتحدة الأمريكية، ولد في 19 يناير 1963 في سانت لويس الشرقية ‏ في الولايات المتحدة.

## وصلات خارجية
- سكوت ليتل على موقعبيزبول رفرنس.كوم (الدوري الرئيسي) (الإنجليزية)
- سكوت ليتل على موقعبيزبول رفرنس.كوم (الدوري الثانوي) (الإنجليزية)